# Saison 6 de Doctor Who, première série
Chronologie
Saison 5 Saison 7
Cet article présente les épisodes de la sixième saison de la première série de la série télévisée Doctor Who. Diffusée entre août 1968 et juin 1969, il s'agit de la dernière saison de Patrick Troughton dans le rôle du Docteur, ainsi que de Frazer Hines et Wendy Padbury dans les rôles respectifs de Jamie McCrimmon et Zoe Heriot.

## Distribution

### Acteurs réguliers
- Patrick Troughton : Deuxième Docteur
- Frazer Hines : Jamie McCrimmon
- Wendy Padbury : Zoe Heriot

### Acteurs récurrents
- Nicholas Courtney : Brigadier Lethbridge-Stewart (épisode 3)
- John Levene : Caporal Benton (épisode 3)

## Liste des épisodes
| N°  | Part. | Titre original                  | Scénario                     | Réalisation      | Première diffusion au Royaume-Uni | Code | Audience (en millions)                |
| --- | ----- | ------------------------------- | ---------------------------- | ---------------- | --- | ---- | ------------------------------------- |
| 044 | 1     | The Dominators (5 épisodes)     | Norman Ashby                 | Morris Barry     | 10 août 1968 17 août 1968 24 août 1968 31 août 1968 7 septembre 1968                                                                 | TT   | 6,1 5,9 5,4 7,5 5,9                   |
| 045 | 2     | The Mind Robber (5 épisodes)    | Peter Ling Derrick Sherwin   | David Maloney    | 14 septembre 1968 21 septembre 1968 28 septembre 1968 5 octobre 1968 12 octobre 1968                                                 | UU   | 6,6 6,5 7,2 7,3 6,7                   |
| 046 | 3     | The Invasion (8 épisodes)       | Derrick Sherwin Kit Pedler   | Douglas Camfield | 2 novembre 1968 9 novembre 1968 16 novembre 1968 23 novembre 1968 30 novembre 1968 7 décembre 1968 14 décembre 1968 21 décembre 1968 | VV   | 7,3 7,1 6,4 6,7 6,5 7,2 7             |
| 047 | 4     | The Krotons (4 épisodes)        | Robert Holmes                | David Maloney    | 28 décembre 1968 4 janvier 1969 11 janvier 1969 18 janvier 1969                                                                      | WW   | 9 8,4 7,5 7,1                         |
| 048 | 5     | The Seeds of Death (6 épisodes) | Brian Hayles Terrance Dicks  | Michael Ferguson | 25 janvier 1969 1er février 1969 8 février 1969 15 février 1969 22 février 1969 1er mars 1969                                        | XX   | 6,6 6,8 7,5 7,1 7,6 7,7               |
| 049 | 6     | The Space Pirates (6 épisodes)  | Robert Holmes                | Michael Hart     | 8 mars 1969 15 mars 1969 22 mars 1969 29 mars 1969 5 avril 1969 12 avril 1969                                                        | YY   | 5,8 6,8 6,4 5,8 5,5 5,3               |
| 050 | 7     | The War Games (10 épisodes)     | Malcolm Hulke Terrance Dicks | David Maloney    | 19 avril 1969 26 avril 1969 3 mai 1969 10 mai 1969 17 mai 1969 24 mai 1969 31 mai 1969 7 juin 1969 14 juin 1969 21 juin 1969         | ZZ   | 5,5 6,3 5,1 5,7 5,1 4,2 4,9 3,5 4,1 5 |